# Neocnemis occidentalis
Neocnemis occidentalis ist eine Art der Rüsselkäfer. Das einzige jemals gefundene Exemplar, der Holotyp, stammt von der Insel Santa Maria (Azoren). Da trotz Nachsuche seit 1867 kein Exemplar mehr auftauchte, wird die Art als ausgestorben betrachtet. Jüngere Forschungen stellen allerdings den Status der Art als ausgestorbener Endemit der Azoren in Frage. Demnach gehört die Art nicht in eine monotypische Gattung Neocnemis, sondern gehörte der weiter verbreiteten Gattung Strophosoma, Untergattung Neliocarus, an. Möglicherweise wurde das von Crotch beschriebene Exemplar eher aus einer, bisher nicht bekannten, Region, etwa mit Pflanzenmaterial, hierher eingeschleppt.

## Beschreibung
Der Holotyp, ein Männchen, erreicht etwa 4 Millimeter Körperlänge. Der Körper ist schwarz, durch eine anliegende, dicht deckende Beschuppung grau wirkend. Der Rüssel ist kurz und konisch, etwa von Kopflänge, die seitlichen Antennengruben deutlich, nach hinten bis zum Augenvorderrand. Das Grundglied (Scapus) der Antennen ist etwa so lang wie der Kopf (mit Rüssel), die Fühlergeißel kurz, ihr erstes Glied am längsten, die Keule kurz und spitz zulaufend. Die Komplexaugen stehen konisch aus der Kopfkontur vor. Das Pronotum ist etwa so lang wie breit, seine Seiten gerundet. Die Elytren sind lang eiförmig, die Schultern verrundet. An den Beinen sind die Schenkel etwas keulenförmig verdickt, alle Schien tragen an der Spitze innen einen spitzen Dorn. Die Art ist in der Körpergestalt sehr ähnlich zur  Strophosoma (Neliocarus) cristatum Boheman, 1833 aus Portugal und von dieser an der Körpergestalt kaum sicher unterscheidbar, eine Unterscheidung ist möglich anhand des Endophallus des Aedeagus.

## Funde
Das einzige bekannte Exemplar diente Crotch zur Beschreibung der Art, seinem Zeugnis zufolge hat es ein Mr. Brewer auf Santa Maria von Blüten gekäschert. Spätere Nachsuche nach der Art, durch mehrere Koleopterologen, ist immer erfolglos geblieben. Dementsprechend wurde sie in der Roten Liste gefährdeter Arten der IUCN in der Kategorie extinct, ausgestorben, geführt. Im Bereich des Fundorts, zwischen 450 und 550 m Höhe, wurde der natürliche Wald der Insel durch Forsten aus Cryptomeria japonica ersetzt. Im Unterwuchs breiten sich weitere Exoten wie Hedychium gardnerianum und Pittosporum undulatum aus. Es erschien deshalb naheliegend, dass die Art etwa durch Verdrängung der Nahrungspflanze ihrer Larven erloschen ist.

## Taxonomie und Systematik
Die Art wurde von George Robert Crotch in den Proceedings of the Zoological Society of London 1867 erstbeschrieben. Er stellte für die Art die monotypische Gattung Neocnemis auf. Eine Neuuntersuchung des Typusmaterials durch Peter E. Stüben, einen Experten für die Käfer der Azoren im Jahr 2019 zeigte allerdings, dass die Aufstellung einer eigenen Gattung für die Art kaum gerechtfertigt ist, da sie morphologisch extrem ähnlich zu den Arten der Gattung Strophosoma, Untergattung Neliocarus ist. Insbesondere Strophosoma cristatum ist dermaßen ähnlich, dass zunächst eine Zuordnung zu dieser Art nahelag; später wurden dann doch geringe morphologische Unterschiede festgestellt. Die etwa 40 Arten von Neliocarus sind überwiegend im westlichen Mittelmeerraum, auf der Iberischen Halbinsel und in Nordafrika, verbreitet (mit wenigen Einstrahlungen wie dem Heidespezialisten Strophosoma sus bis nach Mitteleuropa). Dementsprechend wurde die Art von Stüben in die Gattung Strophosoma transferiert.
Die Einstufung in die Gattung Strophosoma lässt nun auch den Status als Endemit der Insel fraglich erscheinen. Möglich wäre eine frühe Einschleppung, etwa mit Wurzelballen einer Pflanze. Entsprechende Fälle sind für viele flügellose Rüsselkäfer, etwa der Gattung Otiorhynchus, gut dokumentiert. Falls dies der Fall gewesen sein sollte, wäre allerdings das eigentliche Ursprungshabitat der Art noch unentdeckt.